# فورت لوئیس
فورت لوئیس (به انگلیسی: Fort Lewis) یک حوزه سرشماری در ایالات متحده آمریکا است که در واشینگتن واقع شده‌است. ستاد فرماندهی هنگ ۳ پیاده در این پایگاه قرار دارد.